# جامع سعال
يعد جامع سعال الذي يقع في حارة سوق سعال بولاية نزوى في سلطنة عمان من الجوامع الأثرية التي لها حضور مميز للمعالم التاريخية والأثرية بولاية نزوى، ويعد من أشهر المساجد والجوامع العديدة التي تتوزع في أرجاء الولاية بين قُراها وحاراتها.

## الموقع والوصف
يقع في حارة السوق وهي الحارة التي عرفت بوجود سوق تقليدي لذا جاء اسم الحارة نسبة لسوق سعال، ويضم الجامع برجا دائريا يبرز كمعلم أثري مهم، كما أنه يعتبر القبة الخاصة بالمسجد باعتبار أنه لا توجد منارة أو قبة فيه، وبني جامع سعال في السنة الثامنة للهجرة، ويعتبر ثاني مسجد في ولاية نـزوى، وتؤكد الرواية أن هذا الجامع بني في عهد الإمام الصلت بن مالك الخروصي. كما تدل الكتابة المزخرفة في محراب الجامع على تاريخ بنائه حيث عمر هذا الجامع بالعديد من العلماء والصالحين، وأقيمت فيه حلقات الذكر والتدريس، وتخرج منه عدد كبير من العلماء وله دور كبير في نشر التعليم. ويشغل الجامع مساحة جيدة وتصل إليه جميع الطرق المؤدية من وإلى المنطقة التي يقع فيها الجامع الذي زود بتكييف مركزي وله بابان يوصلك لباحة الجامع ثم تختار أحد الأبواب الستة المؤدية لداخل الجامع. كما تتوافر كافة المرافق للوضوء والاغتسال ودورات المياه الحديثة وغرفة مورد الشرب وخاصة عندما تستقى من مياه البئر الموجودة في سرح الجامع. وقد جدد بناؤه عدة مرات، وكان آخرها في هذا عهد السلطان قابوس بن سعيد.